# Deutsch-malawische Beziehungen
Die Deutsch-malawischen Beziehungen sind das zwischenstaatliche Verhältnis zwischen Deutschland und Malawi. Beide Länder haben 1964 diplomatische Beziehungen aufgenommen. Ein Schwerpunkt der heutigen bilateralen Zusammenarbeit bildet die Entwicklungshilfe, wobei Deutschland für Malawi zu den wichtigsten Geberländern gehört. 

## Geschichte
Die ersten Kontakte zwischen beiden Gesellschaften wurden im späten 19. Jahrhundert etabliert, als deutsche Missionare wie Alexander Merensky die Region um den Malawisee bereisten. Diplomatische Beziehungen nahm Malawi schließlich 1964 und Johannes Balser wurde zum ersten deutschen Botschafter in Malawi ernannt. 1986 wurde eine malawische Botschaft in Bonn eröffnet, die nach der deutschen Wiedervereinigung 2001 nach Berlin-Charlottenburg verlegt wurde. Im selben Jahr schlossen beide Länder auch ein Abkommen über finanzielle Zusammenarbeit ab.
Die private Deutsch-Malawische Gesellschaft e.V. zur Förderung der gegenseitigen Beziehungen wurde 2009 in Berlin gegründet.
Im August 2024 besuchte der malawische Staatspräsident Lazarus Chakwera Deutschland, beim ersten Staatsbesuch eines malawischen Präsidenten seit dem Jahr 2010.

## Wirtschaftsbeziehungen
Der gegenseitige Warenhandel ist von geringer Intensität. 2024 lagen die deutschen Warenexporte nach Malawi bei 31,9 Millionen Euro und die Importe aus dem Land bei 90,2 Millionen Euro. In der Rangliste der deutschen Handelspartner nimmt Malawi damit Rang 140 ein. Deutschland exportiert nach Malawi hauptsächlich industrielle Erzeugnisse und importiert im Gegenzug vorwiegend Zucker und Rohtabak.

## Entwicklungshilfe
Von 1964 bis 2017 hat Deutschland an Malawi Entwicklungshilfe in Höhe von 1,5 Milliarden Euro geleistet. 2017 wurden weitere 82 Millionen Euro zugesagt, zusätzlich zu Mitteln in Höhe von 31 Millionen Euro im Rahmen der Sonderinitiative „EINEWELT ohne Hunger“. Nach Verhandlungen wurden im Dezember 2023 weitere 70 Millionen Euro für die nächsten zwei Jahre zugesagt, zu denen 12 Millionen für die Sonderinitiative „Transformation der Agrar- und Ernährungssysteme“ dazukommen. Zu den Schwerpunktthemen der Entwicklungszusammenarbeit gehören die Bereiche Gesundheit, Anpassung an den Klimawandel sowie soziale Sicherung und Privatsektorentwicklung im ländlichen Raum. Deutschland fördert auch die Entwicklung des Bildungswesens in Malawi durch Fortbildung von Lehrpersonal, dem Bau von Schulgebäuden und der Hilfe bei Schulspeisung.
Die Deutsche Gesellschaft für Internationale Zusammenarbeit (GIZ) ist seit 1998 mit einem Büro in Malawi vertreten und beschäftigt knapp 200 Mitarbeiter vor Ort.

## Kulturbeziehungen
Die Deutsche Botschaft in Lilongwe fördert die gemeinsamen Kulturbeziehungen durch Förderung von Kulturprojekten, der Vermittlung von Stipendien, der Förderung des Sports. In Malawi gibt es eine PASCH-Schule, an der die deutsche Sprache unterrichtet wird.
Der wissenschaftliche Austausch zwischen Malawi und Deutschland im Bereich der Primatenarchäologie ist sehr eng. 1991 fand der deutsche Paläoanthropologe Friedemann Schrenk und seine Helfer in Uraha, einem kleinen Dorf bei Karonga in Malawi, den bezahnten Unterkiefer UR 501 eines 2,4 Millionen Jahre alten Hominiden, der von einem Homo rudolfensis stammte. Der Bau des Cultural & Museum Centre Karonga wurde maßgeblich von deutschen Wissenschaftlern unterstützt und von Deutschland mitfinanziert. Als Träger fungieren die malawisch-deutsche Nichtregierungsorganisation Uraha Foundation. Zu den Partnerorganisationen des Museums gehört die Johann Wolfgang Goethe-Universität Frankfurt, das Senckenberg Forschungsinstitut und das Hessische Landesmuseum Darmstadt.
Seit 1968 verbindet die malawische Hauptstadt Lilongwe und die niedersächsische Landeshauptstadt Hannover eine Städtepartnerschaft.